# Chiara Mastalli
Chiara Mastalli (Roma, 2 agosto 1984) è un'attrice italiana.

## Biografia
Nata a Roma nel 1984, nel 2001 gira il cortometraggio Ten Minutes Older - The Cello, mentre nel 2003 appare sul grande schermo con una piccola parte nel film Ricordati di me e nel ruolo di Nina in Uomini & donne, amori & bugie.

## Carriera
Dopo aver interpretato il ruolo di Maddalena in Tre metri sopra il cielo, nel 2006 diventa popolare con il ruolo di Simona nel film Notte prima degli esami, diretto da Fausto Brizzi, che la dirigerà anche in Notte prima degli esami - Oggi.
Numerose sono le partecipazioni a fiction TV, tra cui Sei forte, maestro, Carabinieri, Padri e figli, Un posto tranquillo 2, Distretto di Polizia, Il maresciallo Rocca e la produzione internazionale Roma, in cui interpreta il ruolo di Irene. Nel 2007 appare su Canale 5 nella serie TV Codice rosso e nelle miniserie TV Senza via d'uscita - Un amore spezzato e Il generale Dalla Chiesa, dove interpreta il ruolo di Simona Dalla Chiesa.
L'anno successivo ritorna sugli schermi cinematografici con il film Amore, bugie e calcetto, per la regia di Luca Lucini, e sul piccolo schermo con Un caso di coscienza 3. R.I.S. 4 - Delitti imperfetti e Finalmente una favola. Inoltre è protagonista, insieme a Lorenzo Balducci, del film TV Così vanno le cose. Nel 2009 appare nuovamente su Canale 5 con le miniserie L'isola dei segreti - Korè e I liceali 2. Nel 2010 si laurea in Marketing & Pubblicità alla LUMSA, vincendo una borsa di studio.
Dal 21 febbraio 2015 prende parte come concorrente alla terza edizione di Notti sul ghiaccio, in onda in prima serata su Rai 1. In coppia con Federico Uslenghi, arriva fino alla puntata finale classificandosi al quinto posto.

## Filmografia

### Cinema
- Ten Minutes Older - The Cello, regia di Bernardo Bertolucci – cortometraggio (2001)
- Ricordati di me, regia di Gabriele Muccino (2003)
- Uomini & donne, amori & bugie, regia di Eleonora Giorgi (2003)
- Tre metri sopra il cielo, regia di Luca Lucini (2004)
- Il biglietto per Roma, regia di Valerio Esposito – cortometraggio (2004)
- Notte prima degli esami, regia di Fausto Brizzi (2006)
- Quartiere Isola, regia di Alessandro Lunardelli – cortometraggio (2006)
- Notte prima degli esami - Oggi, regia di Fausto Brizzi (2007)
- Così vanno le cose, regia di Francesco Bovino (2007)
- Amore, bugie e calcetto, regia di Luca Lucini (2008)
- Com'è bello far l'amore, regia di Fausto Brizzi (2012)
- Un fantastico via vai, regia di Leonardo Pieraccioni (2013)
- L'amore rubato, regia di Irish Braschi (2016)

### Televisione
- Sei forte, maestro – serie TV (2000)
- Casa famiglia – serie TV (2001)
- Carabinieri – serie TV, episodio 2x24 (2003)
- Distretto di Polizia – serie TV, episodi 5x04-11x22 (2005-2012)
- Padri e figli, regia di Gianfranco Albano e Gianni Zanasi – miniserie TV, 6 episodi (2005)
- Un posto tranquillo 2 – serie TV (2005)
- Il maresciallo Rocca – serie TV, episodio 5x02 (2005)
- Roma (Rome) – serie TV, 15 episodi (2005-2007)
- Simuladores – serie TV, episodio 1x01 (2005)
- Codice rosso – serie TV (2006)
- Senza via d'uscita - Un amore spezzato, regia di Giorgio Serafini – miniserie TV, 2 episodi (2007)
- Il generale Dalla Chiesa, regia di Giorgio Capitani – miniserie TV, 2 episodi (2007)
- Un caso di coscienza – serie TV (2008)
- R.I.S. 4 - Delitti imperfetti – serie TV, 4 episodi (2008)
- Finalmente una favola, regia di Gianfranco Lazotti – film TV (2008)
- Così vanno le cose, regia di Francesco Bovino – film TV (2008)
- L'isola dei segreti - Korè, regia di Ricky Tognazzi – miniserie TV, episodio 1x01 (2009)
- I liceali – serie TV, 6 episodi (2009)
- Gym Tonic Comedy – sitcom (2009)
- I delitti del cuoco – miniserie TV, episodio 1x10 (2010)
- Mercurio, regia di Domenico Ciolfi – film TV (2010)
- Rex – serie TV, episodio 3x09 (2010)
- La vita che corre, regia di Fabrizio Costa – miniserie TV, 2 episodi (2012)
- Mai per amore, regia di Liliana Cavani – miniserie TV, episodio Troppo amore (2012)
- Sposami – serie TV, episodio 1x02 (2012)
- Don Matteo – serie TV, episodi 9x07 (2014) e 11x08 (2018)
- Il restauratore – serie TV, episodio 2x03 (2014)
- L'allieva – serie TV (2016, 2020)
- Love Snack, regia di Elia Castangia – sitcom, 2ª stagione (2018)
- Un posto al sole – soap opera (2022)
- Che Dio ci aiuti – serie TV, episodio 6x2 (2021)
- Anima gemella, regia di Francesco Micciché – miniserie TV, 8 episodi (2023)

## Riconoscimenti
- Festival La primavera del cinema italiano 2010 - Premio Giovani[8]